# الاتحاد الفلسطيني للكاراتيه
الاتحاد الفلسطيني للكاراتيه هو اتحاد رياضي تأسس في مدينة بيروت بلبنان عام 1973، وحظي بعضوية الاتحاد العربي للكاراتيه، ثم انضم لعضوية الاتحاد الدولي للكاراتيه. أعيد تأسيس الاتحاد عام 1989، ثم عدلت القوانين المنظمة له في مدينة غزة 17 نوفمبر (تشرين الثاني) عام 1995. يعمل على نشر وتنظيم وتنسيق نشاط رياضة الكاراتيه، ورفع مستواها الفني بين أوساط الشباب الفلسطيني و يقع المقر الرئيسي للاتحاد الفلسطيني للكاراتيه في مدينة الخليل، ولكنه يمتلك فروعا له في مناطق أخرى من الضفة الغربية وقطاع غزة، ويشغل محمد البكري في الوقت الحالي منصب رئيس الاتحاد.

## لمحة تاريخية
عرف الفلسطينيون الرياضات القتالية اليابانية لأول مرة في ثلاثينيات القرن العشرين من خلال لعبة انتشرت آنذاك كانت تعرف بلعبة البودو، والتي كانت مزيجا من لعبة الكاراتيه والجودو والتايكوندو. انتشرت اللعبة في أرجاء مدينتي يافا والقدس على أيدي ثلاثة من الشباب هم محمود المغربي، وداوود البغدادي، ويوسف الزيتاوي، والذين كانوا يدربون الشباب الفلسطيني على اللعبة بصورة سرية إلى أن وقعت النكبة عام 1948 فتوقف نشاط اللعبة حتى بدايات عام 1956 عندما حاول حسن المغربي، نجل محمود المغربي، إعادة إحياء اللعبة فأنشأ نادي جودو ستار في مدينة القدس، والذي استطاع أن يصبح ناديا معترفا به من هيئة الجودو البريطانية في عام 1958، وتشكل من خلاله أول فريق فلسطيني لرياضة الجودو. توقف نشاط اللعبة داخل فلسطين من جديد في أعقاب حرب عام 1967، ولكن مع تأسيس المجلس الأعلى الفلسطيني للشباب والرياضة في عام 1968 أعيد إحياء معظم الألعاب وتشكلت الاتحادات الرياضية خارج فلسطين ومن بينها الاتحاد الفلسطيني لألعاب الجودو والكاراتيه والتايكوندو الذي تأسس في عام 1972، وانبثقت منه اتحادات الألعاب الثلاث كهيئات فرعية، فتأسس الاتحاد الفلسطيني للكاراتيه في عام 1973 في العاصمة اللبنانية بيروت، وفي عام 1982 أعيد تشكيل اتحاد الرياضات القتالية الثلاث، وفي عام 1989 انفصلت الرياضات الثلاث وأصبح لكل منها اتحاد مستقل فاستقل الاتحاد الفلسطيني للعبة الكاراتيه من جديد برئاسة كمال مدحت، وبعد وصول السلطة الوطنية الفلسطينية لسدة الحكم، أعيدت هيكلة الاتحاد الفلسطيني للكاراتيه في عام 1994 ، وعدلت القوانين المنظة له وتشكلت اللجان الفرعية للاتحاد في مختلف مدن ومناطق الضفة الغربية وقطاع غزة.

## الأنشطة
يتولى الاتحاد الفلسطيني للكاراتيه نشر وإدارة وتنسيق أنشطة رياضة الكاراتيه الفلسطينية وتمثيلها داخليًا وخارجيًّا، وإعداد المنتخب الفلسطيني للكاراتيه، وتقديم الدعم وتوفير ما يلزم من أجهزة ومدربين للفرق والأندية والمراكز المنتسبة له والتي تمارس رياضة الكاراتيه في كل من الضفة الغربية وقطاع غزة.

## البطولات
ينظم الاتحاد الفلسطيني للكاراتيه العديد من الفعاليات والبطولات في اللعبة، كما يتولى الإشراف على الدورات والبطولات التنشيطية التي تنظمها بعض الأندية والمراكز المنتسبة له، ومن أهم البطولات التي ينظمها الاتحاد ما يلي:
- بطولة فلسطين الرسمية للكاراتيه.[4]
- بطولة القدس للوزن المفتوح في الكاتا و الكوميتيه.[5]
- بطولة ياسر عرفات لجميع الفئات العمرية (للكبار والناشئين).[6]

## الهيكل التنظيمي
يتكون الهيكل الإداري للاتحاد الفلسطيني للكاراتيه من هيئة إدارية يتم انتخابها من الهيئة العامة تحت إشراف اللجنة الأولمبية الفلسطينية، ووزارة الشباب والرياضة الفلسطينية، ويساعدها في تنفيذ أعمالها عدد من اللجان المتخصصة، وهذه اللجان ينتخبها  أعضاء الاتحاد.

## الأندية المنتسبة للاتحاد
ينتسب للاتحاد الفلسطيني للكاراتيه الأندية التالية:
| اسم النادي                              | المدينة          |
| --------------------------------------- | ---------------- |
| نادي أبناء القدس                        | القدس            |
| نادي شباب زعترة الرياضي                 | بيت لحم          |
| نادي صلاح الدين الرياضي                 | بيت لحم          |
| مركز الحياة للرياضة النسائية            | الخليل           |
| مركز حطين الرياضي                       | الخليل           |
| مركز الفنون القتالية                    | بيت أولا، الخليل |
| النادي الأهلي                           | الخليل           |
| مركز الراشدين للكاراتيه                 | الخليل           |
| مركز هيبرون سبورت سنتر                  | الخليل           |
| مركز الزهراء الرياضي                    | الخليل           |
| مركز الولاء الرياضي                     | الخليل           |
| مركز الربيع الرياضي                     | الخليل           |
| نادي شباب ترقوميا الرياضي               |                  |
| مركز الشموخ الرياضي                     | حلحول            |
| مركز الفرسان الرياضي                    |                  |
| صالة الأكاديمية الوطنية للدفاع عن النفس | رام الله         |
| مركز التدريب الرياضي للكاراتيه          | رام الله         |
| نادي المزرعة الشرقية                    | رام الله         |
| مركز إسعاد الطفولة البيرة               | رام الله         |
| مركز مرح للكاراتيه                      | رام الله         |
| مركز الشياح الرياضي                     | القدس            |
| نادي العيسوية                           | القدس            |
| نادي جامعة القدس                        | أبو ديس، القدس   |
| نادي صور باهر الرياضي                   | القدس            |
| صالة مسجد الأبرار                       | القدس            |
| مركز شباب بلاطة                         | نابلس            |
| مركز عورتا للكاراتيه                    | نابلس            |
| نادي جامعة النجاح الوطنية               | نابلس            |
| مركز الصمود الرياضي                     | حوارة، نابلس     |
| أكاديمية الأقصى للكاراتيه               | نابلس            |
| مركز سيله الظهر                         |                  |
| نادي جنين الرياضي                       | جنين             |
| نادي شويكة الرياضي الثقافي              | طولكرم           |
| مركز التنين للكاراتيه                   | طولكرم           |
| نادي الشيتيريو لتدريب الكاراتيه         | قلقيلية          |
| مركز الفنون القتالية                    | بيت أولا، الخليل |
| المركز الفلسطيني للجودو والكاراتيه      | الرام، القدس     |
| نادي جمعية معهد الشباب الفلسطيني        | غزة              |
| المركز الاولمبي الفلسطيني               | غزة              |
| النادي الأهلي الفلسطيني                 | غزة              |
| جمعية مركز الشباب                       | بيت لاهيا، غزة   |
| نادي السلام الرياضي                     | غزة              |
| مركز هولست الثقافي                      | غزة              |
| نادي غزة الرياضي                        | غزة              |
| نادي الجلاء الرياضي                     | غزة              |
| نادي النصر العربي                       | غزة              |
| نادي خدمات البريج                       | غزة              |
| مركز الشهيد صلاح خلف                    | غزة              |
| أكاديمية سالم للفنون                    | غزة              |
| مركز الوليد لكاراتيه                    | غزة              |
| مركز تل الزعتر                          | غزة              |

## الرؤساء
يوضح الجدول التالي قائمة رؤساء الاتحاد الفلسطيني للكاراتيه منذ تأسيسه وحتى الآن:
| الرئيس      | تاريخ تولي المنصب | تاريخ ترك المنصب |
| ----------- | ----------------- | ---------------- |
| كمال مدحت   | 1989              | 1994             |
| محمد البكري | 2008              | حتى الآن         |

## رؤية  الإتحاد
ايجاد الإداريين والمدربين والحكام واللاعبين، وتكوين المنتخبات الفلسطينية لكافة الفئات العمرية ولكلا الجنسين، من خلال تشجيع الأندية والمراكز والصالات والمؤسسات على ممارسة رياضة الكاراتيه وتنشيطها في هذه الهيئات.

## أهداف الاتحاد
• وضع السياسة العامة الكفيلة بنشر رياضة الكاراتيه بفلسطين و لكلا الجنسين.
• رفع المستوى الفني والإداري والسلوكي للأعضاء المنتسبين للاتحاد.
• تنظيم البطولات والمسابقات، ووضع اللوائح المختلفة في حدود قواعد الاتحاد الدولي.
• إدارة شؤون رياضة الكاراتيه في جميع النواحي الفنية والإدارية والمالية، ووضع البرامج والإشراف على تنفيذها.
• إعداد المنتخبات التي تمثل فلسطين في الدورات والبطولات المحلية والإقليمية والقارية والدولية.
• الانتساب لدى الاتحادات العربية والقارية والدولية، إذا لم يكن الاتحاد عضواً فيها.
• عقد المؤتمرات وتنظيم البحوث والدراسات المتعلقة بالكاراتيه.
• إقامة دراسات التدريب والتحكيم محليا،ً والمشاركة في هذه الدراسات عربياً وقارياً ودولياً؛ بغرض إعداد الكوادر من الحكام والمدربين.
• الموافقة على المشاركات الخارجية للهيئات الأعضاء بالإتحاد.
• منح الألقاب والشهادات والجوائز.
• اعتماد تسجيل اللاعبين في الهيئات الأعضاء في الاتحاد الفلسطيني للكاراتيه في حدود النظم واللوائح الداخلية للاتحاد.
• وضع أسس الاستغناء عن اللاعبين وانتقالهم بين الهيئات الأعضاء، والاتحاد.
• تمثيل فلسطين في المؤتمرات والاجتماعات العربية والدولية.

## رسالة الاتحاد
العمل على خلق قاعدة بشرية كبيرة تزاول نشاط رياضة الكاراتيه في فلسطين، نشر رسالة الحركة الرياضية التي تسعى لتعزيز المحبة والسلام بين أوساط الشباب في جميع دول العالم، من خلال اللقاءات والمشاركات والمنافسات في ما بينهم.

## الهيئة الإدارية
يدير عمل الاتحاد هيئة إدارية منتخبة من الهيئة العامة للاتحاد، ويساعدها في تنفيذ أعمالها عدد من اللجان المتخصصة، وهذه اللجان ينتخبها أعضاء الاتحاد.